# Maasmechelen
Maasmechelen è un comune belga di 37 369 abitanti, situato nella provincia fiamminga del Limburgo belga lungo il fiume Mosa.
Il comune comprende i precedenti comuni di Mechelen-aan-de-Maas, Vucht, Leut, Meeswijk, Uikhoven, Eisden, Opgrimbie, Boorsem, and Kotem.
La posizione di confine e la sua fiorente storia mineraria ha attrattato abitanti dai vicini Paesi Bassi e Germania, ma anche dall'Europa orientale (Polonia) e dal mediterraneo (Italia e Turchia).

## Luoghi d'interesse
- Gran parte del Nationaal Park Hoge Kempen si trova sul territorio del comune di Maasmechelen.
- La Eisdense cité, una città giardino del XIX secolo, con una delle case convertite a museo.
- Un mulino a vento funzionante del 1801.

## Amministrazione

### Gemellaggi
- Skofja Loka
- Stein
- Ostuni
- Triandria
- Rueifang Township
- Tshwane